# František Bartoš (etnógrafo)
František Bartoš (Mladcová, Imperio austríaco, 16 de marzo de 1837-Mladcová, Imperio austrohúngaro, 11 de junio de 1906) es un filólogo, pedagogo, etnógrafo, dialectólogo y recopilador de canciones folclóricas moravo. Es una importante personalidad de la educación y la cultura morava de la segunda mitad del siglo XIX, organizador de la vida científica y nacional en Moravia. Se le considera el sucesor de František Sušil, el pionero de la etnomusicología de Moravia. En particular, organizó la recopilación, clasificación y edición de cientos de canciones populares de Moravia que se publicaron en una colección de cuatro volúmenes.

## Vida

### Primeros años y educación
Nació en Mladcová, el 16 de marzo de 1837, como hijo de un posadero. Dado que en su pueblo natal no había colegios, asistió a la escuela primaria en Zlín. Allí aprendió a tocar el violín y el clarinete. En 1852, por iniciativa de su tío, se mudó a Olomouc, dónde consiguió ingresar en el gymnasium, pese a que ya iba en el tercer año de la educación secundaria. En este periodo participó activamente en eventos nacionales y literarios de la asociación Uměna.
Tras egresarse, estudió filología clásica (latina, griega) y checa en la Universidad de Viena, donde conoció a profesores que tuvieron una influencia duradera en él: tales como el filólogo Franz Miklošič y el historiador y lingüista Alois Vojtěch Šembera. Estableció contactos con estudiantes de nacionalidades eslavas y se convirtió en miembro de la Asociación eslava morava. Además tomó clases de eslavo antiguo y formó parte de la Asociación de Canto Eslavo. Finalizó sus estudios universitarios en 1866 e, inmediatamente, comenzó a dar clases de checo y lenguas clásicas en escuelas secundarias.

### Profesorado

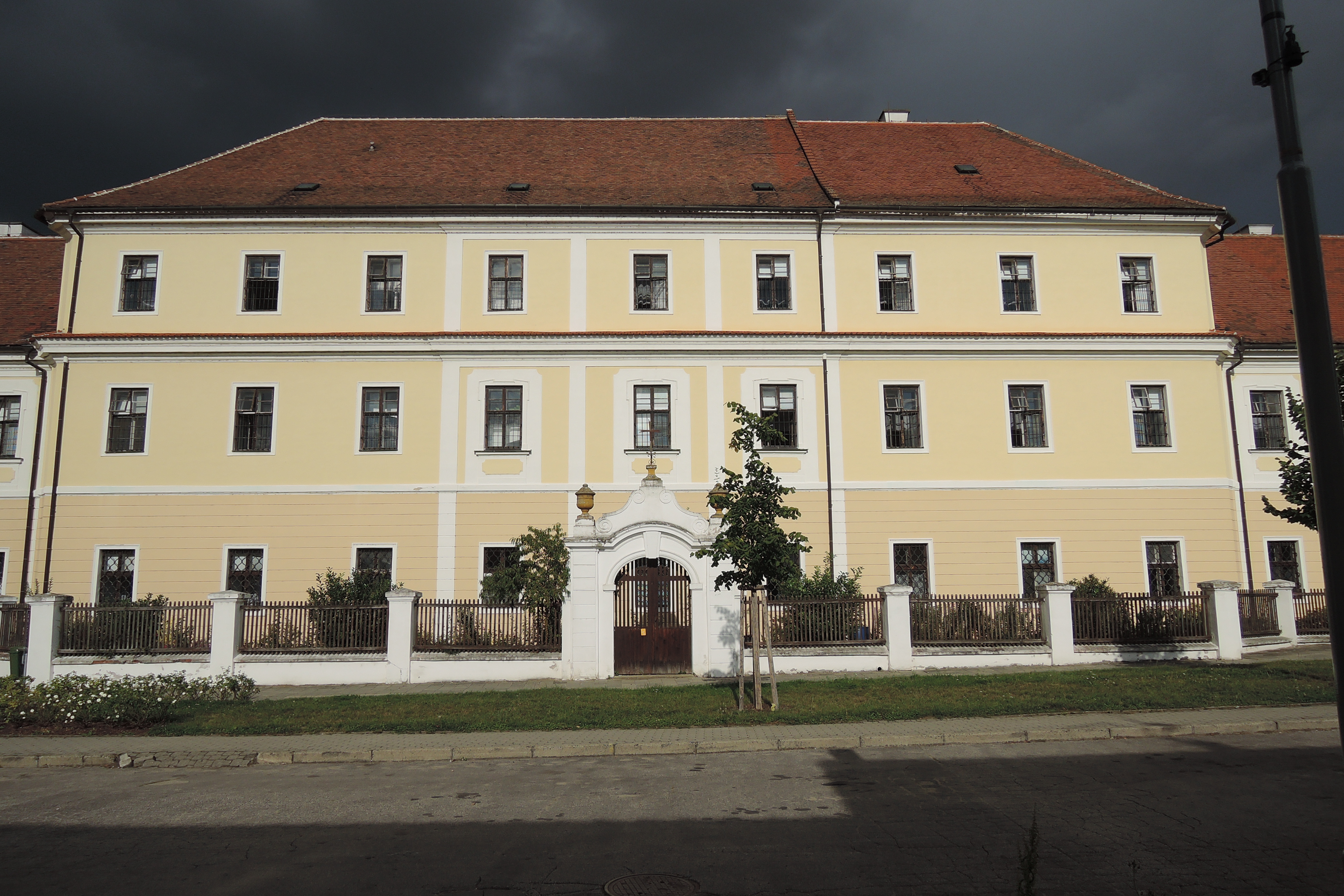
El Liceo escolapio de Strážnice fue la primera escuela donde František Bartoš dio clases

Después de sus estudios en Viena enseñó en el liceo escolapio de Strážnice, en el liceo alemán de Olomouc y en el liceo católico alemán de Těšín. Dejó Těšín para ir a Brno, donde trabajó durante casi treinta años, primero como profesor en una escuela primaria y, desde 1888, como director en una escuela secundaria. Realizó toda su obra cultural mientras ejercía la docencia. En esta época se hizo amigo de Leoš Janáček, quien luego le aconsejó y le ayudó a coleccionar canciones populares.
Como miembro de la Matice moravská (una fundación que promueve la cultura nacional eslava), fundó la Escuela Central Matica, fue director y representante de los institutos Vesna y, en los años 1890, fue miembro del consejo escolar regional.
Educó a varios futuros escritores, entre los que se encuentran Svatopluk Čech, František Bílý y Jan Herben. Su labor pedagógica también se relaciona con la preparación de libros y manuales de lectura, que elevaron el nivel de la enseñanza de la lengua y la literatura checas en las escuelas secundarias.

### Actividades culturales

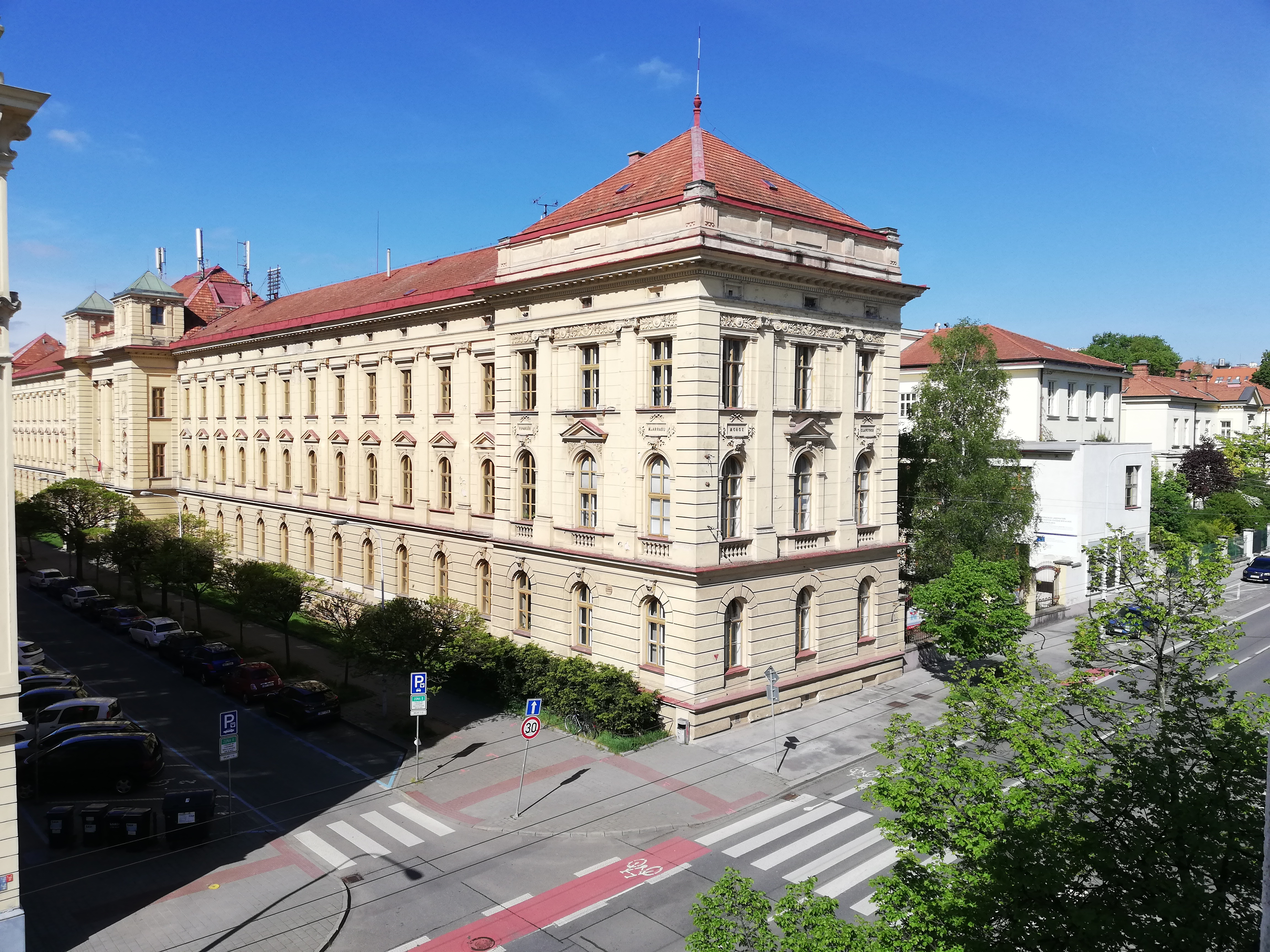
Sede de Sokol en Brno, institución de la cual František Bartoš era miembro

Después de llegar a Brno, participó activamente en eventos culturales y sociales. Fue editor de la revista Matice moravská, miembro de la Filarmónica Beseda, la Asociación de Museos, el Sokol y la Asociación de Lectores de Brno. Como columnista redactó varios editoriales defendiendo la existencia de la educación checa en contra los esfuerzos de germanización del entonces ayuntamiento de Brno. Asistía habitualmente al teatro checo y a los conciertos.
En 1884 fue incorporado como miembro de la Real Sociedad Checa de Ciencias. Fue nombrado miembro de la Academia Checa de Ciencias, Literatura y Arte por el emperador Francisco José I de Austria en 1890 y presidente honorario de la Exposición Etnográfica Checoslava que se celebró en Praga en 1895.

### Últimos años
Permaneció soltero durante toda su vida y apoyó económicamente a varias instituciones y a estudiantes pobres. Legó su herencia literaria a la Escuela Central Matica y a los institutos Vesna. En sus últimos años regresaba a menudo a su región natal y, tras jubilarse en 1898, se instaló allí de forma permanente. Murió en 1906 y está enterrado en el cementerio de Mladcová.

## Obras
En 1873 publicó Anthologie z národních písní československých, en 1874 y bajo el seudónimo de Jan Vesnický, publicó Přehled dějin literatury y en 1875, como Jan Kopecký, Pravidla moudrosti a opatrnosti: lidová přísloví a pořekadla a kytici z básní vlasteneckých Vlast. Además de las obras de uso general Malou slovesnost y Rukověť správné češtiny. En 1876 publicó un libro de lecturas para escuelas secundarias con obras de poetas contemporáneos, como Karel Hynek Mácha.
Realizó una descripción sistemática de los dialectos moravos en sus obras Dialectologie Moravská (vol. I, 1886 y vol. II, 1895) y Dialectic slovník Moravský (1906). Dialectic slovník Moravský fue su última obra, la escribió entre 1905 y 1906, cuando ya padecía una enfermedad terminal. Allí reunió 25 000 términos y expresiones en un diccionario dialéctico moravo.

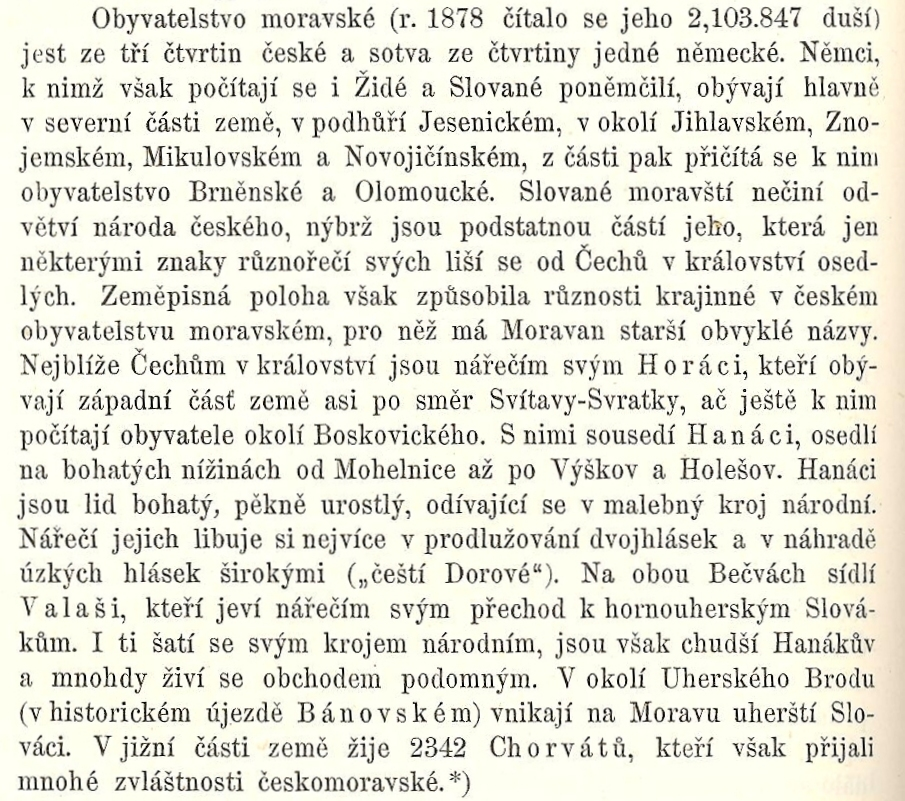
Descripción de la composición étnica de los moravos en 1878

Además realizó trabajos etnográficos, inicialmente durante sus periodos de vacaciones, pero en 1882 obtuvo una licencia anual para dedicarse de lleno a estos estudios. Resumió su trabajo en los libros Lid a národ (Vol. I, 1883; Vol. II, 1885), Moravský lid (1892), Moravská svatba (1892), Líšeň (en conjunto con C. Mašíček, 1902) y Deset rozprav lidopisných (1906). Se destaca su colección de folclore infantil Naše děti (1888).
Recopiló 3487 canciones folclóricas y las publicó en tres volúmenes. Además seleccionó 200 de ellas y las organizó en un ramo de canciones nacionales para uso general. Estas obras incluyen canciones de Moravia y Silesia con sus melodías: Nové národní písně moravské (1882), Národní písně moravské nově nasbírané (1889) y Národní písně moravské v nově nasbírané, está última en colaboración con Leoš Janáček (1889-1901).

## Premios y distinciones

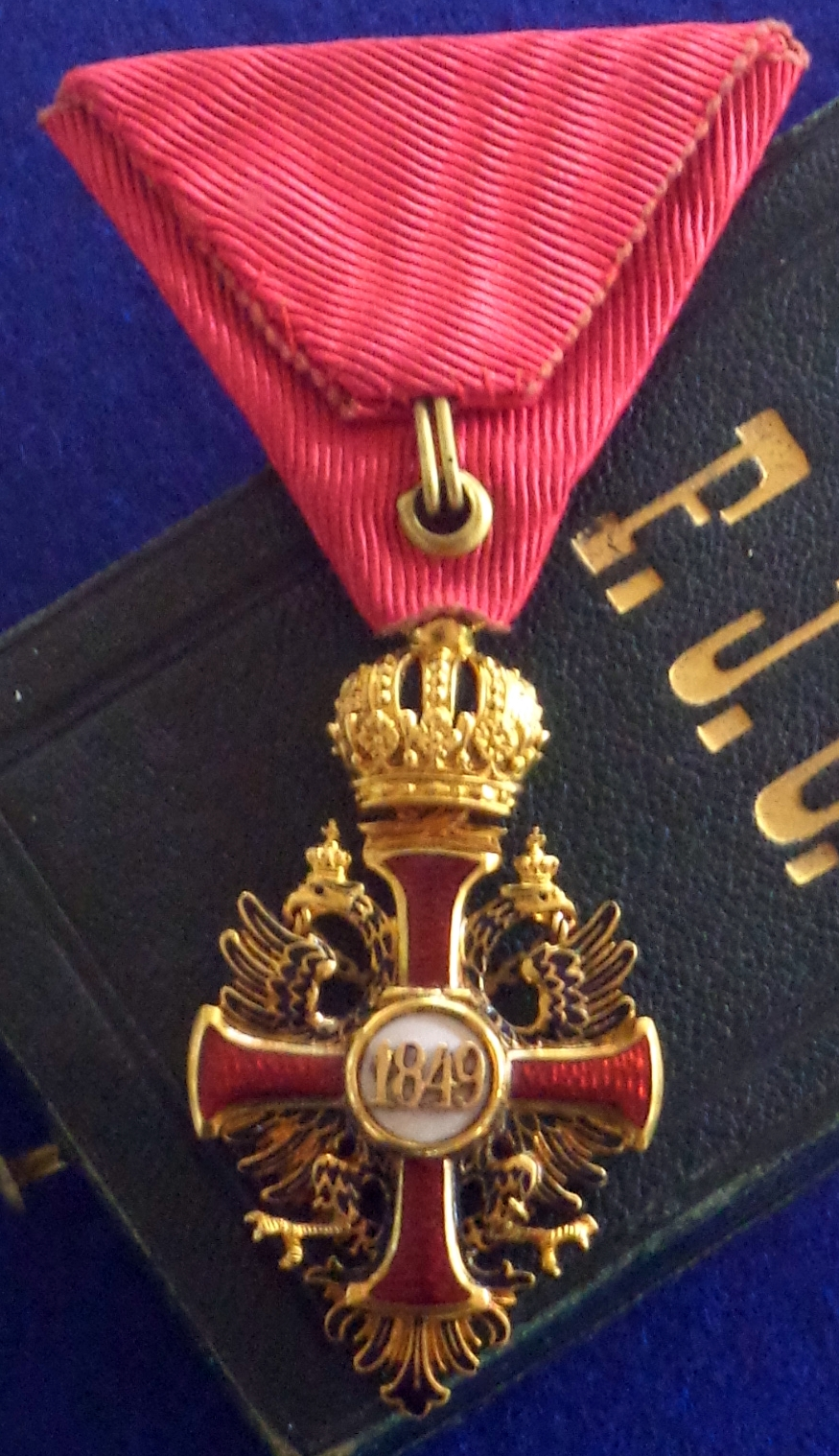
En 1898 recibió la Cruz de caballero de la Orden imperial de Francisco José

En 1890 la Academia de Ciencias de San Petersburgo le otorgó el Premio Kotliarevski a su obra Dialectologie Moravská. Por el cual recibió 1700 monedas de oro. En 1895 fue admitido como miembro en la Academia de Ciencias de San Petersburgo y en miembro correspondiente de la sociedad científica Towarzystwo Ludoznawcze. Y en 1898 recibió la Cruz de caballero de la Orden imperial de Francisco José.

## Legado
Todos los esfuerzos de Bartoš estaban dirigidos a mejorar el idioma checo y la educación del pueblo, porque consideraba estos dos aspectos como las piedras angulares de la construcción de una identidad nacional sólida.
El Museo de Moravia Sudoriental, ubicado en Zlín, posee una exposición permanente dedicada a su vida y obra. En su lugar de nacimiento hay una placa conmemorativa y un busto realizado en 1948 por el escultor Karel Řezník. En el año 1992 se creó el Centro de Estudios y Documentación František Bartoš del Museo de Moravia Sudoriental y desde el 1 de enero de 1996, la Biblioteca Regional František Bartoš de Zlín lleva su nombre. Hay una calle con su nombre en Brno.